# Skioldungen
Skioldungen (Saqqisikuik) és una illa de l'est de Groenlàndia, part de Sermersooq, a la costa del Rei Frederic VI.

## Història
Fou batejada per Wilhelm August Graah amb el nom del títol honorífic dels successors (Scyldings) del llegendari rei danès Skiold de la mitologia nòrdica. Graah va explorar el litoral durant l'expedició que cercava l'Assentament Oriental a la costa est de 1828 a 1830.
A Skioldungen hi ha restes d'assentaments paleoesquimals de fa uns 4.000 anys. També s'han trobat tombes de la cultura de Thule. Els inuit del sud-est de Groenlàndia que feien vida nòmada al llarg del litoral visitaven sovint aquesta illa fins que es varen extingir a finals del segle xix. Al 1938 es va repoblar l'illa amb 150 Tunumiit d'Ammassalik, però la pesca i la caça no foren suficients per mantenir la població en condicions satisfactòries i aquesta va abandonar l'illa entre 1964 i 1965.

## Geografia
Skioldungen és una illa allargada de 49 quilòmetres de longitud i un màxim de 14 d'amplada. Al nord-est limita amb el fiord de Skioldungen septentrional (Qimutuluittiip Kangertiva), a l'altra banda del qual s'alça la terra de Thor i al sud-oest s'estén el fiord de Skioldungen meridional (Iittuarmiit). Al nord el Morkesund (Pulaqqaviip Ikaasaa) connecta els dos fiords i al sud-est es troba el mar d'Irminger.
El punt més alt és l'Azimuthbjerg, un pic ultraprominent de 1738 msnm.